# 伊瑞詹
在托爾金（J. R. R. Tolkien）的奇幻小說裡，伊瑞詹（Eregion）或和林（Hollin）是第二紀元中土大陸伊利雅德（Eriador）的諾多精靈（Noldor）王國，位於凱薩督姆（Khazad-dûm）的西門及迷霧山脈（Misty Mountains）附近。伊瑞詹的都城是Ost-in-Edhil，奧斯特恩艾特希爾。
伊瑞詹是諾多精靈的居所，曾被凱蘭崔爾（Galadriel）及凱勒鵬（Celeborn）統治過一段時間，直至他們前往迷霧山脈另一邊的羅斯洛立安（Lothlórien）。伊瑞詹和矮人的關係融洽，與凱薩督姆的矮人通商。
凱蘭崔爾和凱勒鵬離開後，費諾（Fëanor）之孫凱勒布理鵬（Celebrimbor）統治伊瑞詹。在他的統治下，伊瑞詹精靈與安納塔（Annatar）的關係良好，並創造了魔戒（Rings of Power）。當安納塔被揭示為黑暗魔君索倫（Sauron）後，伊瑞詹精靈嘗試防止戒指落入索倫手上，但是成功保著了氣之戒維雅（Vilya）、火之戒納亞（Narya）及水之戒南雅（Nenya）。伊瑞詹最終被索倫軍隊毀滅，生還者則逃往林頓（Lindon）、羅斯洛立安及瑞文戴爾（Rivendell）。
第三紀元，伊瑞詹是一個舒適但沒有人居住的土地，留有精靈文明的遺跡。這裡的冬青樹十分著名，故伊瑞詹在通用語和辛達林語都解作冬青樹。魔戒遠征隊在前往魔多途中曾路過伊瑞詹。